# سياسة محافظة

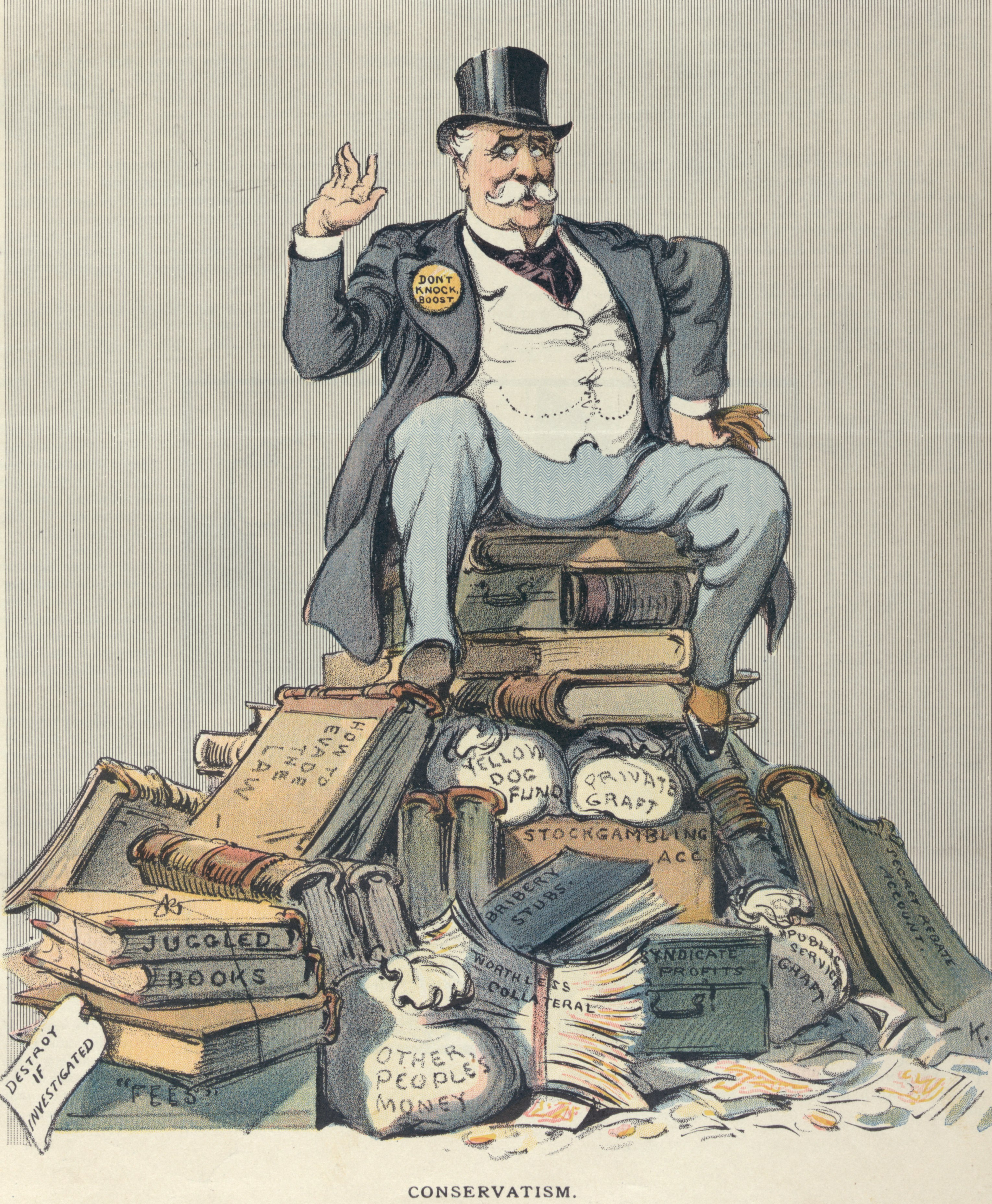

المحافظة كفلسفة سياسية واجتماعية تعزز الحفاظ على المؤسسات الاجتماعية التقليدية في سياق الثقافة والحضارة. بعض المحافظين يسعى للحفاظ على الأشياء كما هي، مع التركيز على الاستقرار والاستمرارية، في حين أن آخرين يدعون بالرجعيين، يعارضون الحداثة ويسعون للعودة إلى «ما كانت عليه الأمور». أُستخدم المصطلح في سياق سياسي لأول مرة في فرنسا من قبل فرانسوا رينيه دي شاتوبريان عام 1818، خلال فترة استعادة بوربون التي سعت لدحر سياسات الثورة الفرنسية. هذا المصطلح مرتبط تاريخيا مع السياسة اليمينية، ومنذ ذلك الحين يستخدم لوصف مجموعة واسعة من وجهات النظر. ليس هناك مجموعة واحدة من السياسات التي تعدّ عالميا بأنها محافظة، لأن معنى المحافظة يعتمد على ما يعدّ تقليديا في مكان معين ووقت.
تنوع الفكر المحافظ بشكل كبير كونه تأقلم مع التقاليد والثقافات الوطنية الموجودة. على سبيل المثال، يؤيد بعض المحافظين تدخلًا حكوميًا أكبر في الاقتصاد بينما يدافع آخرون عن نظام اقتصادي قائم على السوق الحرة ومبدأ عدم التدخل. وهكذا فإن المحافظين من مختلف أنحاء العالم -المتمسكين بتقاليدهم- قد يختلفون حول مجموعة واسعة من القضايا. إدموند بيرك، سياسي من القرن الثامن عشر عارض الثورة الفرنسية لكنه دعم الثورة الأمريكية، يُعتبر أحد المنظرين الرئيسيين للسياسة المحافظة في تسعينيات القرن الثامن عشر.

## تعريف
مذهب المحافظة Conservatism المحافظ (من اللاتينية: conservare = «حفظ» أو «الحفاظ» [1]) يشير إلى الفلسفات السياسية والاجتماعية المختلفة التي تعتمد التقليد، وبقاء الوضع الراهن. ولكن المصطلح قد استخدم من قبل السياسيين والمعلقين السياسيين مع مجموعة متنوعة من المعاني. مصطلح الحديث السياسي المحافظ كان يستخدم من قبل السياسي الفرنسي دوشاتوبريان عام 1819،
المحافظة حالة ذهنية وفلسفة سياسية التي تنفر من التغيير السريع والابتكار، وتسعى جاهدة لتحقيق التوازن والنظام، وفي الوقت نفسه تجنب التطرف. المحافظة نشأت أصلا كرد فعل ضد عصر التنوير. دعا المحافظون الإيمان في العقيدة أكثر من العقل، والتقاليد أكثر من البحث الحر، التسلسل الهرمي على المساواة، والقيم الجماعية على الفردية، والإلهي أو القانون الطبيعي على القانون العلماني، وتؤكد وقائع المحافظة على الوضع الراهن، وتؤيد التوزيع السائد للسلطة والثروة والمكانة الاجتماعية.
للأحزاب السياسية المحافظة وجهات نظر متنوعة، الحزب الديمقراطي الليبرالي في اليابان، والحزب الجمهوري في الولايات المتحدة، وحزب المحافظين في بريطانيا، والحزب الليبرالي من أستراليا، وحزب بهارتيه جنتا بارتي في الهند كلها تعدّ كبرى الأحزاب المحافظة مع مواقف متباينة.

## الأصل والنشأة
المحافظة تلقت صيغتها الكلاسيكية في أعمال رجل دولة البريطاني السابق إدموند بيرك، ولا سيما دفاعه تأملات في الثورة في فرنسا (1790)، الذي أعلن رفضه لمبادئ الثورة الفرنسية (1789-1799) وقدم فلسفة شاملة للمجتمع والسياسة. بورك ينظر إلى المجتمع ككل عضوي، يتكون من الأفراد الذين يؤدون أدواراً ووظائف مختلفة. في هذا المجتمع النخبة الطبيعية تكون بحكم المولد، والثروة، والتعليم، ومن المفترض أن توفر القيادة. المجتمع هو ينظم من قبل العادات الموقرة والتقاليد، والتغييرات التي يمكن أن تكون تدريجية، ولكن فقط عندما تكون التغييرات لديهم حظيت بقبول واسع.
بيرك رفض مبادئ المساواة والتمثيل الشعبي، والسيادة الشعبية. كما أنه رفض حق الاقتراع وحكم الأغلبية (الفكرة القائلة بأن الأغلبية العددية للمواطنين يجب أن تكون سلطة اتخاذ القرارات). دافع عن النظام والتوازن والتعاون في المجتمع؛ القيود المفروضة على الحكومة، وسيادة القانون، الطبيعية، والإلهية، والعرف. بيرك سمح لعناصر حكومية محدودة محسوبة لتفادي القصور والاحتكاكات بين مختلف المجموعات وتخفيف الصراع الاقتصادي. لا سيما أنه حريص على تجنب حدوث اختلافات واسعة في الثروة.
وقد أثبتت دراسة حديثة أن الأمر موجود في ذهن الإنسان حول كونه ليبرالياً ام محافظا وقد أقيمت الدراسة حول مئات الأشخاص عبر تقييم أي الطرفين أكثر احتفاظاً بالصور السلبية والإيجابية وذلك بعرض نوعين من الصور أمامهما وإعادة سؤالهم عن الصور.

## محاور
يرى بعض الكتاب مثل صامويل هنتنجتون أن السياسة المحافظة مرهونة بالأوضاع السائدة. بموجب هذا التعريف، يُنظر إلى المحافظين كمدافعين عن المؤسسات القائمة في عصرهم. وفقًا لكوينتين هوج، رئيس حزب المحافظين البريطاني في عام 1959: «إن السياسة المحافظة ليست فلسفة بقدر ما هي موقف، قوة ثابتة، تؤدي وظيفة خالدة في تطوير مجتمع حر، وتتوافق مع ضرورة عميقة وراسخة للطبيعة البشرية بحد ذاتها». على الرغم من عدم وجود تعريف عالمي، يمكن اعتبار موضوعات معينة بأنها شائعة ضمن الفكر المحافظ.

### التقاليد
وفقًا لمايكل أوكشوت «أن تكون محافظًا... يعني تفضيل المألوف على المجهول، وتفضيل المجرب على غير المجربة، والحقيقة على الغموض، والواقع الفعلي على الاحتمال، والمحدود على غير المحدود، والقريب على البعيد، والكافي على الفائض، والملائم على المثالي، والمتعة الحالية على السعادة الطوباوية». يمكن أيضًا للتقاليد أن تكون متجذرة بالشعور بالهوية.

### التسلسل الهرمي
على النقيض من التعريف التقليدي للمحافظة، فإن بعض المنظرين السياسيين مثل كوري روبن يعرّفون المحافظة بالدرجة الأولى من باب الدفاع العام عن عدم المساواة الاجتماعية والاقتصادية. وبهذه الطريقة، تدعم السياسة اليمينية وجهة النظر القائلة بأن بعض الأنظمة والتسلسلات الهرمية الاجتماعية أمر حتمي أو طبيعي أو اعتيادي أو مستحسن، وعادة ما تدعم هذا الموقف على أساس القانون الطبيعي أو الاقتصاد أو التقاليد. من هذا المنظور، فإن النزعة المحافظة ليست محاولة لدعم المؤسسات القديمة بل هي «تأمل في -والسرد النظري- للتجربة المحسوسة المتمثلة بامتلاك القوة ورؤيتها مهددةً ومحاولة استعادتها من جديد». وعلى العكس من ذلك، قد يجادل بعض المحافظين بأنهم يسعون لحماية سلطتهم بدرجة أقل من سعيهم لحماية «الحقوق غير القابلة للتصرف» وتعزيز المعايير والقواعد التي يعتقدون أنها يجب أن تظل خالدة وأبدية وتنطبق على كل مواطن.

### الواقعية
أطلق نويل أوسوليفان على النزعة المحافظة اسم «فلسفة عدم الكمال البشري»، عاكسًا وجهة نظر سلبية بين أتباعها عن الطبيعة البشرية والتشاؤم حول إمكانية تحسينها من خلال المخططات «الطوباوية». جادل توماس هوبز «العراب الفكري لليمين الواقعي» بأن حالة الطبيعة لدى البشر كانت «رديئة وسيئة ووحشية وقصيرة» الأمر الذي تطلب سلطة مركزية.

## نماذج

### المحافظة الليبرالية
تضم المحافظة الليبرالية الرؤية الليبرالية الكلاسيكية للتدخل الحكومي الأدنى في الاقتصاد. يجب أن يتمتع الأفراد بحرية المشاركة في السوق وتوليد الثروة دون تدخل الحكومة. ومع ذلك، لا يمكن الاتكاء على الأفراد بشكل كامل للتصرف بمسؤولية في مجالات الحياة الأخرى، لذلك يعتقد المحافظون الليبراليون أن الدولة القوية ضرورية لضمان القانون والنظام وأن المؤسسات الاجتماعية ضرورية لتعزيز الشعور بالواجب والمسؤولية تجاه الأمة. المحافظة الليبرالية هي شكل من أشكال المحافظة التي تتأثر بشدة بالمواقف الليبرالية.
نظرًا لأن هذين المصطلحين الأخيرين انطويا على معاني مختلفة بمرور الوقت وعبر البلدان، فإن المحافظة الليبرالية تمتلك أيضًا مجموعة متنوعة من المعاني. تاريخيًا، غالبًا ما يشير المصطلح إلى مزيج من الليبرالية الاقتصادية المناصرة لأسواق عدم التدخل، مع اهتمام التيار المحافظ الكلاسيكي بالتقاليد الراسخة واحترام السلطة والقيم الدينية. ناقضت نفسها مع الليبرالية الكلاسيكية التي دعمت حرية الفرد في المجالين الاقتصادي والاجتماعي.
مع مرور الوقت، تبنت الأيديولوجية العامة للسياسة المحافظة حججًا محافظة ماليًا في العديد من البلدان واستبدل مصطلح المحافظة الليبرالية بالمحافظة. ينطبق هذا الحال أيضًا في البلدان التي كانت فيها الأفكار الاقتصادية الليبرالية جزءًا من التقاليد كالولايات المتحدة، وبالتالي اعتُبرت سياسة محافظة. قد يترادف المصطلحان الليبرالي والمحافظ في البلدان الأخرى التي دخلت فيها الحركات الليبرالية المحافظة للتيار السياسي السائد كحالة إيطاليا وإسبانيا. يجمع التقليد الليبرالي المحافظ في الولايات المتحدة بين الفردانية الاقتصادية لليبراليين الكلاسيكيين والنموذج البيركي من المحافظة (الذي أصبح أيضًا جزءًا من التقليد المحافظ الأمريكي، كما هو الحال في كتابات راسل كيرك).
إن المعنى الثانوي لمصطلح المحافظة الليبرالية الذي نشأ في أوروبا هو مزيج من وجهات النظر المحافظة الأكثر حداثة (الأقل تقليدية) مع آراء الليبرالية الاجتماعية. تطور هذا كمعارضة للآراء الأكثر جمعوية للاشتراكية. غالبًا ما ينطوي على التأكيد على وجهات النظر المحافظة لاقتصاديات السوق الحرة والإيمان بالمسؤولية الفردية مع وجهات نظر جماعية حول الدفاع عن الحقوق المدنية وحماية البيئة ودعم دولة الرفاهية المحدودة. في أوروبا القارية، يُترجم هذا أحيانًا أيضًا إلى اللغة الإنجليزية على أنه محافظة اجتماعية.

### التحررية المحافظة
تشرح النزعة التحررية المحافظة بعض الأيديولوجيات السياسية لا سيما داخل الولايات المتحدة التي تجمع بين القضايا الاقتصادية التحررية وجوانب السياسة المحافظة. فروعها الأربعة الرئيسية تتضمن الدستورية، والتحررية الأصلية، ومحافظة الحكومة الصغيرة، والتحررية المسيحية. تختلف جميعها عمومًا عن المحافظة الأصلية من حيث أنها تفضل المزيد من الحرية الشخصية والاقتصادية.
صنف الأغوريون أمثال صموئيل إدوارد كونكين الثالث التحررية المحافظة تحت التحررية اليمينية.
على عكس المحافظين الأصليين، يدعم المحافظون التحرريون سياسات عدم التدخل الصارمة مثل التجارة الحرة، ويعارضون أي بنك وطني والضوابط التجارية. ويعارضون بشدة القوانين البيئية ورفاهية الشركات والدعم الحكومي وغيرها من مجالات التدخل الاقتصادي.
يعتقد العديد من المحافظين، وخاصة في الولايات المتحدة، أنه لا ينبغي للحكومة أن تلعب دورًا رئيسيًا في تنظيم الأعمال وإدارة الاقتصاد. وعادة ما يعارضون الجهود المبذولة لفرض معدلات ضرائب عالية وإعادة توزيع الدخل لمساعدة الفقراء. وهم يجادلون بأن هكذا جهود لا تؤدي إلا لتفاقم آفة البطالة والفقر من خلال تقليل قدرة الشركات على توظيف الموظفين بسبب ارتفاع الضرائب المفروضة.

### المحافظة المالية
المحافظة المالية هي الفلسفة الاقتصادية للحكمة في الإنفاق الحكومي والديون. في كتاب  تأملات حول الثورة في فرنسا، جادل إدموند بيرك بأن الحكومة لا تملك الحق في مراكمة ديون كبيرة ثم إلقاء العبء على دافع الضرائب:
إن الائتمان الأول والأصلي للمجتمع المدني مرهون بملكية المواطن، وليس بمطالب دائن الدولة. إن أحقية المواطن أسبق زمنيًا، وأهم من حيث سند الملكية، وأعلى شأنًا في حقوق الملكية. لم تكن ثروات الأفراد، سواء كانت حيازة أو بحكم النسب أو بحكم المشاركة في سلع مجتمع ما، جزءًا من ضمان الدائن، صراحةً أو ضمنيًا... لا يمكن للعامة، سواء ممثلة بملك أو بمجلس شيوخ، أن تتعهد بشيء سوى الملكية العامة؛ ولا يمكن أن يكون لها ملكية عامة إلا فيما تستمده من ضريبة عادلة ومتناسقة على المواطنين عمومًا.

### محافظة استبدادية
تشير النزعة المحافظة الاستبدادية أو المحافظة الرجعية إلى أنظمة الاستبداد الشخصي التي تركز أيديولوجيتها حول القومية المحافظة بدلاً من القومية العرقية، على الرغم من وجود بعض المكونات العرقية مثل معاداة الأعراق الأخرى. تُظهر الحركات المحافظة الاستبدادية تفانيًا قويًا تجاه الدين والتقاليد والثقافة بينما تعبر أيضًا عن قومية متحمسة تشبه الحركات القومية اليمينية المتطرفة الأخرى. من الأمثلة على القادة المحافظين المستبدين أنطونيو سالازار وإنغلبرت دولفوس. كانت الحركات المحافظة الاستبدادية بارزة في نفس عصر الفاشية، والتي اصطدمت معها أحيانًا. على الرغم من أن كلا الإيديولوجيتين تشتركان في القيم الأساسية مثل القومية ولديهما أعداء مشتركون مثل الشيوعية والمادية، إلا أنه كان هناك تباين بين الطبيعة التقليدية للمحافظة الاستبدادية والطبيعة الثورية والشعبوية والفاشية - وبالتالي كان شائعًا للأنظمة المحافظة الاستبدادية لقمع الحركات الفاشية والاشتراكية الوطنية الصاعدة. وتجلى العداء بين الأيديولوجيتين في الصراع على السلطة من أجل الاشتراكيين الوطنيين في النمسا، والذي تميز باغتيال إنغلبرت دولفوس.
درس عالم الاجتماع سيمور مارتن ليبست الأساس الطبقي لسياسات اليمين المتطرف في حقبة 1920-1960. يقول:
نشأت الحركات المحافظة أو اليمينية المتطرفة في فترات مختلفة من التاريخ الحديث، بدءًا من الهورتيين في المجر، والحزب الاجتماعي المسيحي لدولفوس في النمسا، ودير ستالهيلم والقوميين الآخرين في ألمانيا ما قبل هتلر، وسالازار في البرتغال، إلى ما قبل 1966 الحركات الديجولية والملكيون في فرنسا وإيطاليا المعاصرة. المتطرفون اليمينيون محافظون وليسوا ثوريين. إنهم يسعون لتغيير المؤسسات السياسية من أجل الحفاظ على المؤسسات الثقافية والاقتصادية أو ترميمها، بينما يسعى متطرفو الوسط واليسار إلى استخدام الوسائل السياسية للثورة الثقافية والاجتماعية. إن المثل الأعلى لليمين المتطرف ليس حاكمًا شموليًا بل ملكًا أو تقليديًا يتصرف مثل الحاكم. العديد من هذه الحركات في إسبانيا والنمسا والمجر وألمانيا وإيطاليا - كانت ملكية صريحة ... يختلف مؤيدو هذه الحركات عن مؤيدي الوسطيين، ويميلون إلى أن يكونوا أكثر ثراءً وأكثر تديناً، وهو الأمر الأكثر أهمية من حيث إمكانية الحصول على دعم جماهيري.